# Massais (França)
Massais foi uma comuna francesa na região administrativa da Nova Aquitânia, no departamento de Deux-Sèvres. Estendia-se por uma área de 21,14 km². Em 2010 a comuna tinha 572 habitantes (densidade: 27,1 hab./km²).
Em 1 de janeiro de 2017, passou a formar parte da nova comuna de Val en Vignes.